# Amravati (stad)
Amravati (ook wel Amaravati, Amrawati of Amraoti,in het Marathi: अमरावती) is een stad in de Indiase deelstaat Maharashtra, en is de hoofdstad van het gelijknamige district en de eveneens gelijknamige divisie. De stad staat bekend om de historische tempels van de godin Amba, Shri Krishna en Shri Venkateshwara.
Amravati ligt op 343 meter boven zeeniveau, en ligt ongeveer 156 km ten westen van Nagpur. Net als veel andere (relatief) kleine steden in India kent Amravati een snelle ontwikkeling in de levensstandaard. Wegen, fly-overs en verkeerslichten worden in het kader van het Integrated Road Development Programme door de overheid van de deelstaat gebouwd/geplaatst.
De stad ligt nabij de passen door de heuvels die tussen de katoen-producerende regio's aan de Purna in het westen ligt en de gebieden in het oosten rond de Wardha. Amravati is dan ook een groeiend industriecentrum waarbij katoenfabrieken een belangrijke rol spelen.
De stad breidt zich uit in de richting van het spoorknooppunt Badnera, zo'n 10 km naar het zuiden.